# Ozola intransilis
Ozola intransilis är en fjärilsart som beskrevs av Louis Beethoven Prout 1928. Ozola intransilis ingår i släktet Ozola och familjen mätare. Inga underarter finns listade i Catalogue of Life.